# Ilan Chet

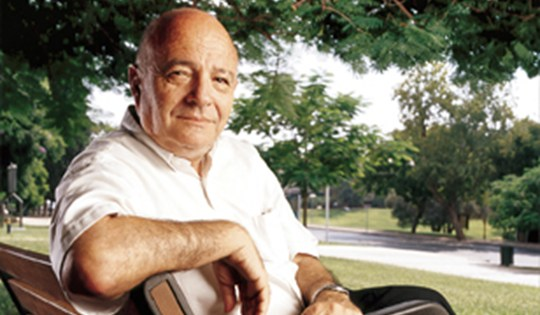
Ilan Chet (2003)

Ilan Chet (hebräisch אילן חת; * 12. April 1939 in Haifa) ist ein israelischer Mikrobiologe und Professor an der Hebräischen Universität Jerusalem, Fakultät für Agrarwissenschaft in Rechovot. Er wurde 2010 stellvertretender Generalsekretär der Union für den Mittelmeerraum mit der Verantwortung für Hochschulbildung und Forschung.

## Leben
Chet wurde in Haifa geboren. Er schloss 1962 seinen B.Sc. und 1964 seinen M.Sc. ab und erlangte seinen Ph.D. in Mikrobiologie an der Fakultät für Landwirtschaft der Hebräischen Universität Jerusalem.
Chet ist verheiratet und hat fünf Kinder.

## Forschung
Chet gilt als Pionier auf dem Gebiet der biologischen Bekämpfung von Pflanzenpathogenen, die große Ernteverluste verursachen. Seine Forschung betrifft die biologische Bekämpfung von Pflanzenkrankheiten mit umweltfreundlichen Mikroorganismen. Chet hat mehr als 380 Artikel in internationalen wissenschaftlichen Zeitschriften veröffentlicht, hat fünf Fachbücher herausgegeben und hält 38 Patente.

## Auszeichnungen und Ehrungen
Chet wurden zahlreiche Auszeichnungen und Ehrungen verliehen:
- 1982 Heinrich-Christian-Burckhardt-Medaille
- 1990 Rothschild-Preis in Agrarwissenschaft
- 1991 Ehrendoktor Universität Lund
- 1994 Max-Planck-Forschungspreis
- 1996 Arima Prize for Applied Microbiology
- 1996 Israel-Preis in Agrarwissenschaft.[3]
- 1998 Wolf-Preis in Agrarwissenschaft[4][5]
- 2001 Verdienstkreuz 1. Klasse des Verdienstordens der Bundesrepublik Deutschland[2]
- 2004 EMET-Preis[2]
- 2006 Ehrendoktor Universität Haifa[2]
- 2008 Ehrendoktor Universität Neapel[2]

Er ist seit 1998 Mitglied der Israel Academy of Sciences and Humanities und im Jahre 2000 wurde er als Präsident des Weizmann-Instituts für Wissenschaften nominiert, welches er von 2001 bis 2006 leitete. 2014 wurde er zum ordentlichen Mitglied der Academia Europaea gewählt.